# أناستاسيوس كايرياكوس
أناستاسيوس كايرياكوس (باليونانية: Τάσος Κυριάκος)‏ (14 أغسطس 1978 بلاريسا في اليونان - ) هو لاعب كرة قدم يوناني في مركز الدفاع. لعب مع أريس تسالونيكي وباس جيانينا ونادي أبولون سميرني ونادي أستيراس تريبوليس ونادي أولمبياكوس ونادي أومونيا ونادي لاريسا وAthens Kallithea F.C. ‏ وPaniliakos F.C. ‏ وNiki Volos F.C. ‏ وApollon Larissa F.C. ‏ ونادي إيراكليس وTyrnavos 2005 F.C. ‏.

## وصلات خارجية
- أناستاسيوس كايرياكوس على موقع قاعدة بيانات كرة القدم.إي يو (الإنجليزية)
- أناستاسيوس كايرياكوس على موقع Soccerway.com (الإنجليزية)